# Muzeum Historyczno-Techniczne Peenemünde
Muzeum Historyczno-Techniczne Peenemünde (niem. Historisch-Technisches Museum Peenemünde) – muzeum zlokalizowane w miejscowości Peenemünde na wyspie Uznam, w kraju związkowym Meklemburgia-Pomorze Przednie w Niemczech.

## Opis
Muzeum ukazuje historię „Zakładów Doświadczalnych Peenemünde”, składających się z „Wojskowego Instytutu Badawczego” (niem. Heeresversuchsanstalt) armii niemieckiej w Peenemünde (niem. „Peenemünde-Ost”) i terenu testowego Luftwaffe (niem. „Peenemünde-West”), a w szczególności rakiet i innych obiektów latających opracowywanych w tym miejscu w latach 1936–1945.
Od stycznia 2007 muzeum jest jednym z elementów europejskiej sieci zabytków przemysłowych: „Europejskiego Szlaku Dziedzictwa Przemysłowego”, tym samym częścią szlaków tematycznych (ang. European Route of Industrial Heritage, ERIH) „Energia” i „Transport i komunikacja”.

## Wystawa

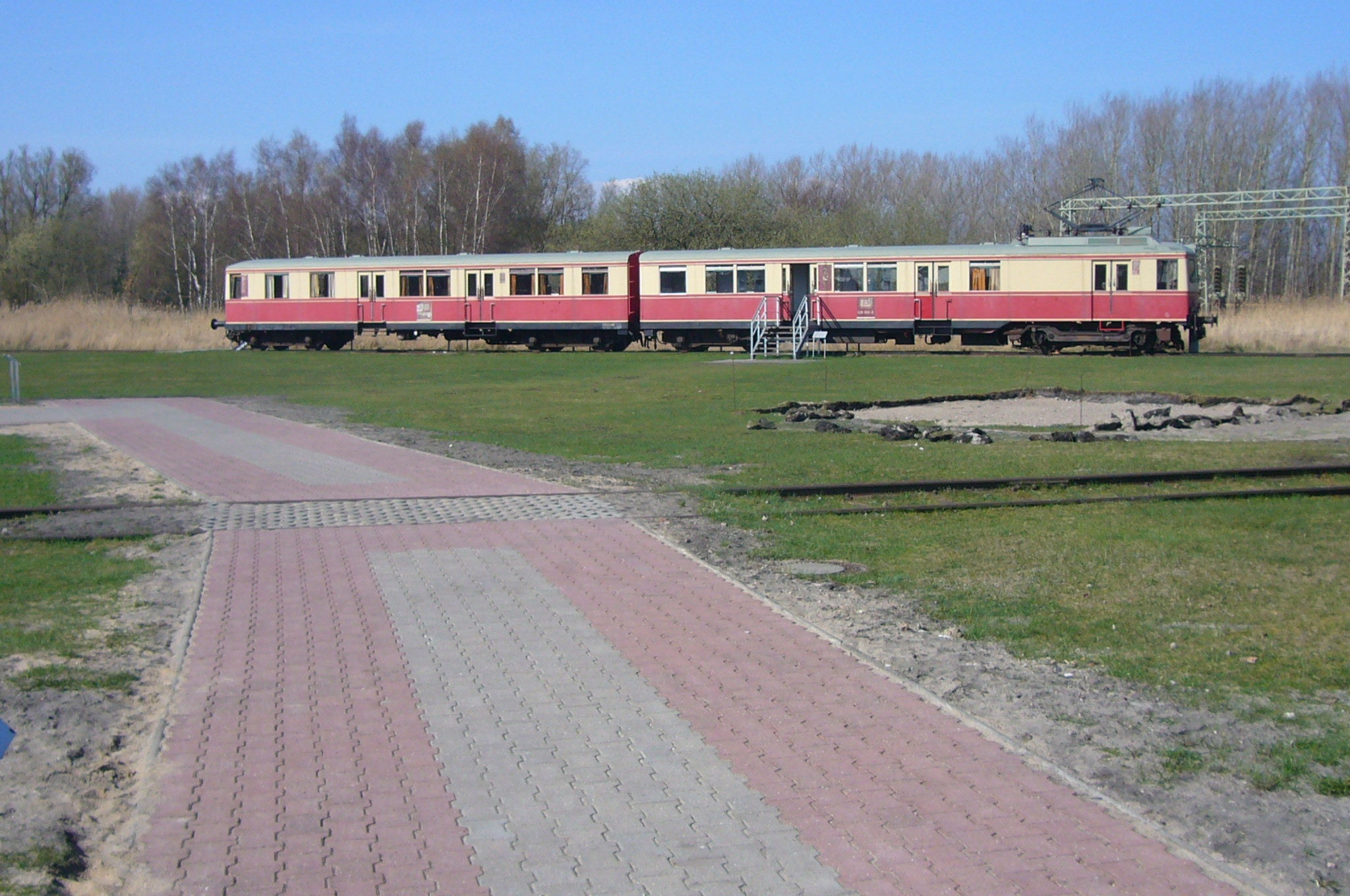
Były zespół trakcyjny szybkich pociągów Peenemünde na terenie otwartym

Wystawa muzeum w byłej elektrowni, to przede wszystkim wystawa historyczna, ukazująca historię niemieckiej technologii rakietowej w tamtych czasach, ale także warunki pracy robotników przymusowych wykorzystywanych w zakładach. Zwiedzający zapoznawani są z planami, dokumentami i filmami, m.in. o tym, jak konstruktor rakiet, Wernher von Braun współpracował z ówczesnymi władzami Niemiec.
Ze względu na doświadczenie techniczne zdobyte w Peenemünde, Wernher von Braun i wielu innych pracowników zakładów, w połowie lat 60. pomagało NASA, w opracowaniu rakiety Saturn-V. Innym zadaniem byłych budowniczych rakiet w Peenemünde, był dalszy rozwój broni masowego rażenia w czasach zimnej wojny.
Wiedza techniczna wyniesiona z Peenemünde, stanowiła także podstawę opracowania przez siły alianckie pocisków nuklearnych. Według dokumentów znajdujących się w muzeum, specjaliści z Peenemünde, po II wojnie światowej brali udział w takich projektach na terenie: USA, ZSRR, Wielkiej Brytanii i Francji.

## Galeria

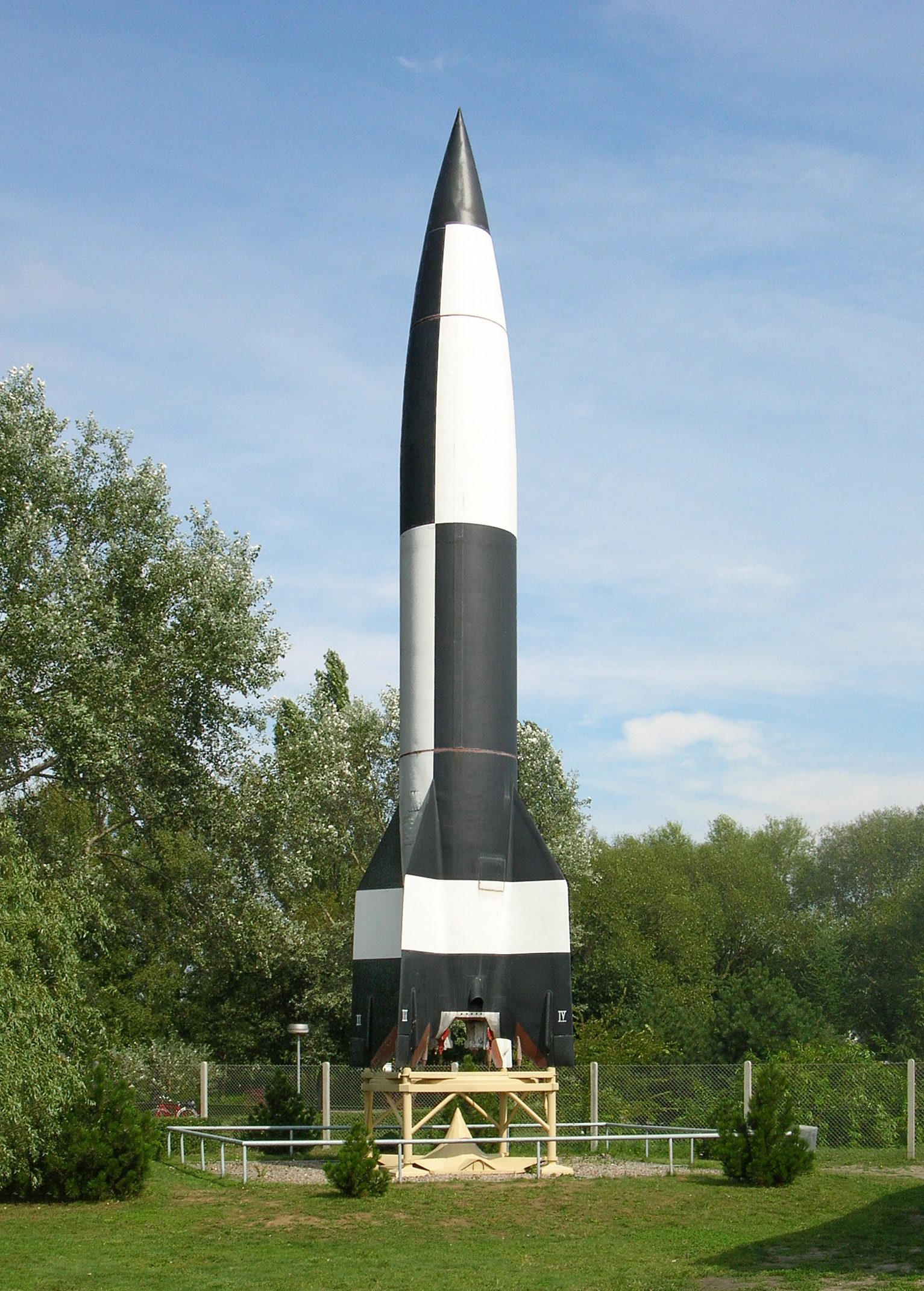
Rakieta Aggregat 4, znana jako pocisk V-2
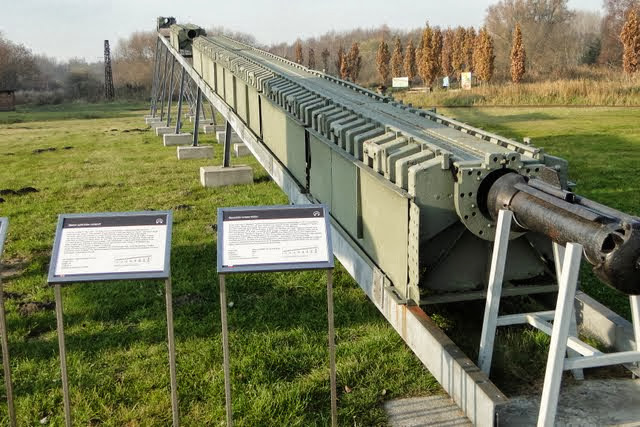
Wyrzutnia pocisków Fieseler Fi 103, znanych jako V-1
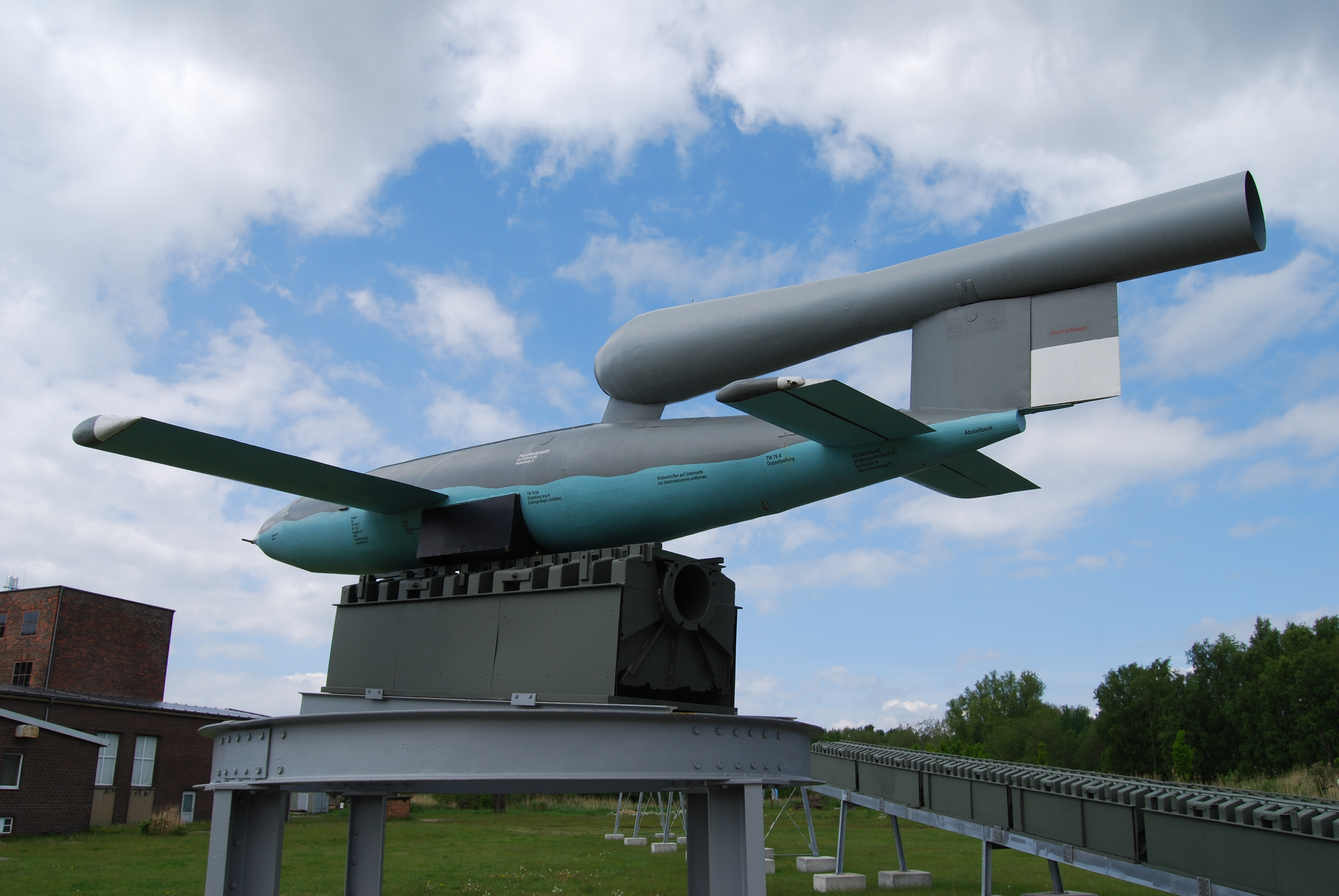
Samolot-pocisk Fieseler Fi 103
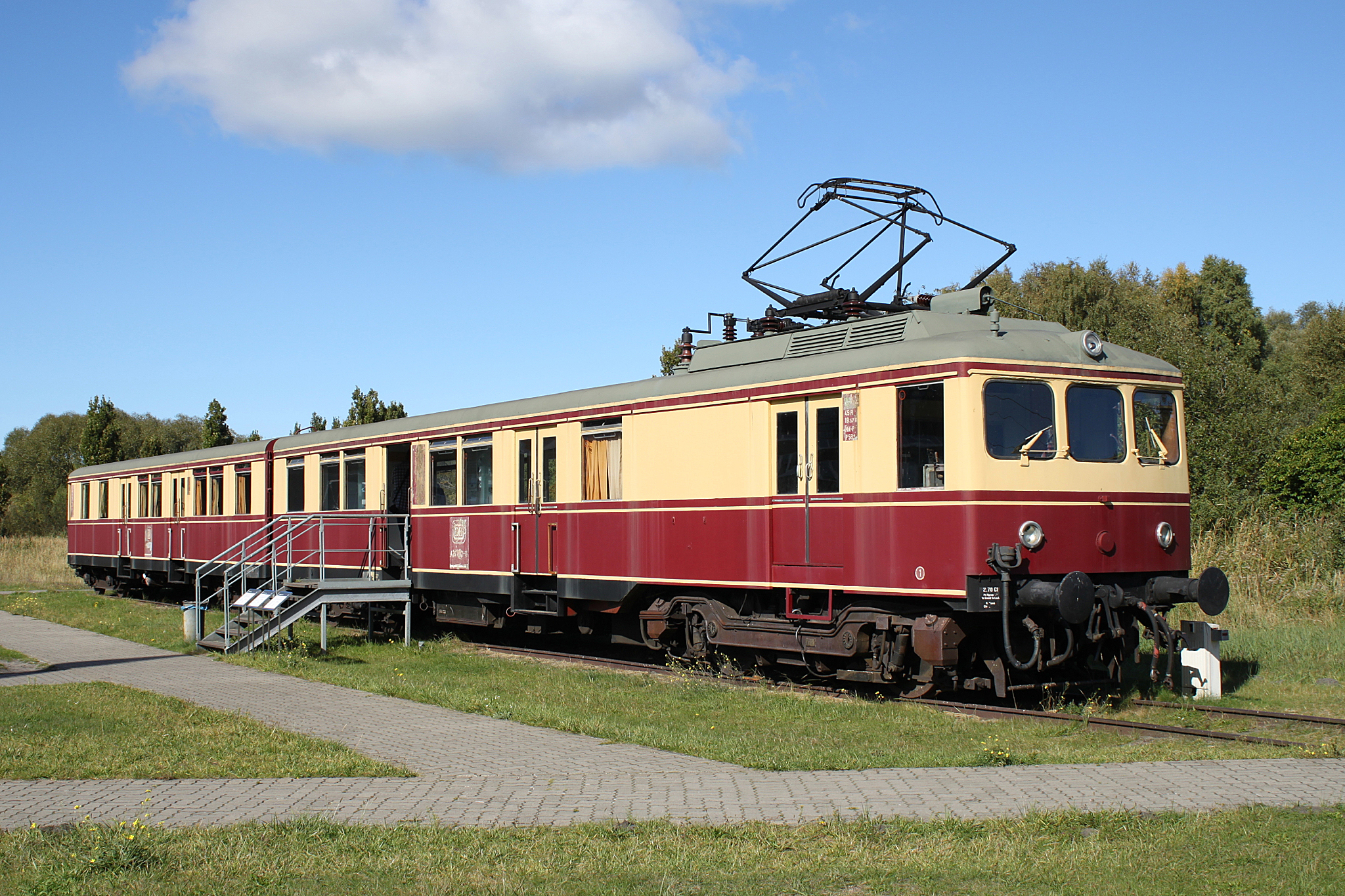
Dawny zespół trakcyjny używany w Peenemünde